# Oxyethira dorsennus
Oxyethira dorsennus är en nattsländeart som beskrevs av Darcy B. Kelley 1989. Oxyethira dorsennus ingår i släktet Oxyethira och familjen smånattsländor. Inga underarter finns listade i Catalogue of Life.